# Macquartia tessellum
Macquartia tessellum là một loài ruồi trong họ Tachinidae.